# Anno Mundi

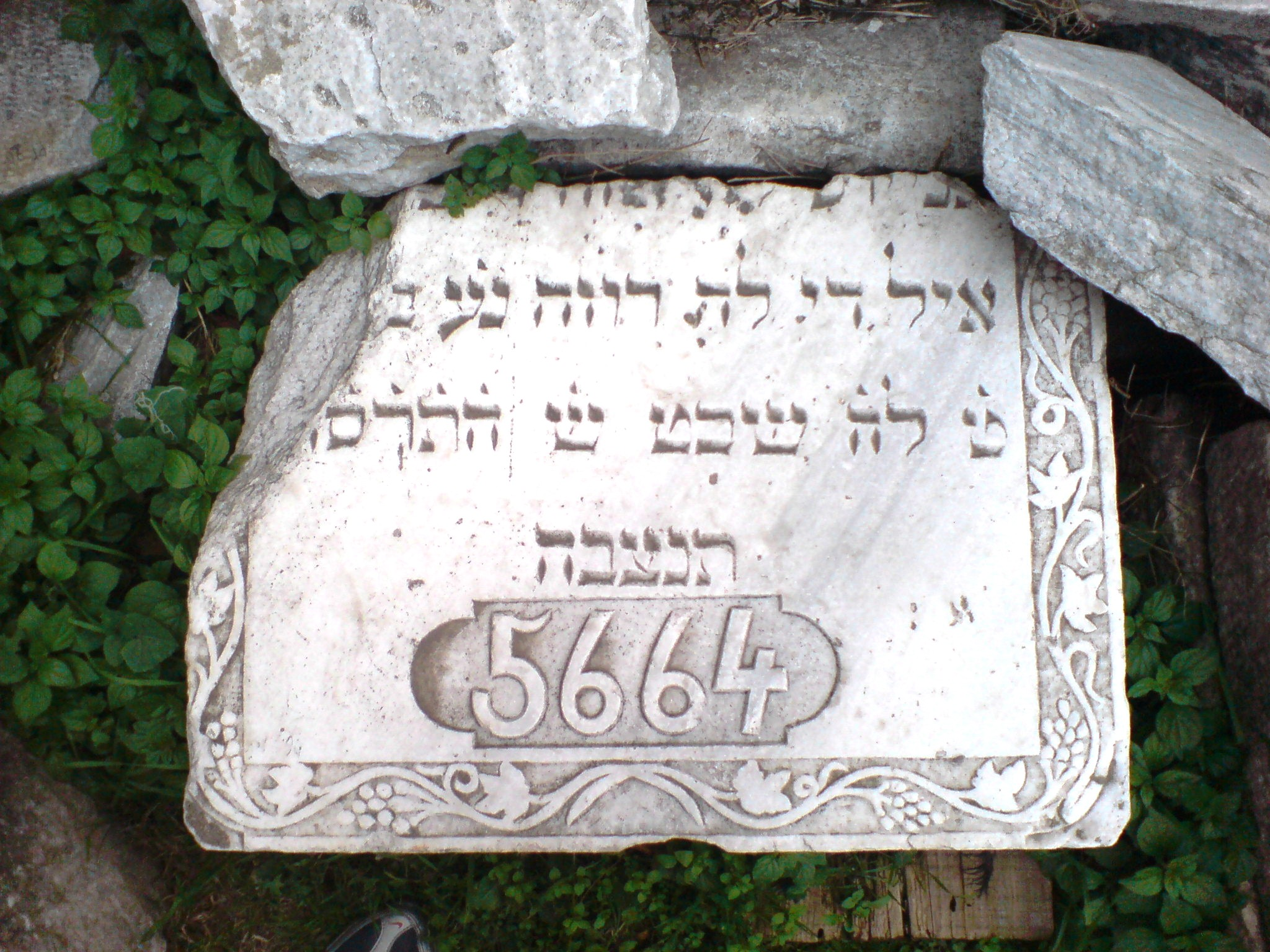
Làpida d'una tomba jueva amb cronologia Anno Mundi

 Anno Mundi ('en l'any del món') fa referència a un calendari basat en el recompte dels anys a partir de la suposada creació del món.
Tal és el cas del calendari hebreu, que considera que la creació (prenent l'argument del creacionisme) va tenir lloc el 3760 aC
i aquest criteri es basa en el Seder Olam Rabbah, del rabí Yose Ben Halafta, del segle ii.
L'any 2009 del calendari gregorià és el 2009 + 3760 = 5769 de l'Anno Mundi i del calendari hebreu.
L'AM va ser emprat pels primitius cronòlegs cristians.
Beda, un historiador medieval, va datar la creació el 18 de març del 3952 aC i els Annals dels quatre mestres la van datar el 5184 aC.
L'Aetos Kosmou ('edat del cosmos') és el concepte corresponent en el calendari romà d'Orient, que data la creació l'1 de setembre del 5509 aC.
James Ussher, un arquebisbe anglicà del comtat d'Armagh (avui Irlanda del Nord) el 1650, en la seva obra Annals de l'Antic Testament, va fixar-ne la data el 23 d'octubre del 4004 aC.
Per arribar a aquest punt de partida es va dedicar a comptar els anys transcorreguts basant-se en estudis realitzats per personatges adversos al catolicisme, com ara Martí Luter; va basar el seu còmput en el recompte de les generacions assentades a l'Antic Testament, des de Jesucrist fins a Adam (4.000 anys); va establir una correlació amb els registres de la història romana i de les civilitzacions de l'Orient Mitjà, i va fer una correcció fonamentada en un suggeriment de l'astrònom Johannes Kepler, que havia associat l'enfosquiment del cel durant la crucifixió de Jesús amb un eclipsi solar, amb la qual cosa es retarda en quatre anys la data de la creació.
Per tant, aquesta data 4000 4 = 4004 aC va ser acceptada inicialment només per la cristiandat i posteriorment en altres tendències religioses. Aquesta cronologia, recolzada per l'esmentat arquebisbe, va donar origen al que es va anomenar a partir de llavors calendari d'Ussher-Lightfoot.
En aquesta cronologia es basa l'Anno Lucis de la maçoneria, que agrega 4.000 anys a les dates dC, i el número de la data juliana, comptant els dies que han passat des del migdia del temps del meridià de Greenwich (UTC, abans GMT) al dilluns 1 de gener del 4713 aC.
La data inferida del martirologi romà és el 25 de març del 5199 aC, que és molt propera a la data dels annals irlandesos abans esmentats.